# Georgij Žarkov
Georgij Ivanovič Žarkov (in russo  Георгий Иванович Жарков?; Bogorodsk, 19 agosto 1915 – Mosca, 19 ottobre 1981) è stato un allenatore di calcio e calciatore sovietico, di ruolo attaccante.
Ebbe due fratelli, Vasilij (1917-1978) e Viktor (1927-1989), entrambi calciatori e allenatori. Viktor fu anche arbitro per un lustro nella metà degli anni settanta.

## Palmarès
- Coppa dell'URSS: 1

Torpedo Mosca: 1949